# 4105-ös mellékút (Magyarország)
A 4105-ös számú mellékút egy közel 24 kilométeres hosszúságú, négy számjegyű mellékút Szabolcs-Szatmár-Bereg vármegye középső részén. Anarcstól húzódik Baktalórántházáig. Fő iránya ma végig nagyjából észak-déli. Korábban egészen Nyírbátorig tartott, de a két város közti szakaszát 2019-ben főúttá minősítették át.

## Nyomvonala
A 4108-as útból ágazik ki, annak a 4+100-as kilométerszelvénye közelében, Anarcs lakott területének északi peremén, dél felé. Első, bő egy kilométeres szakasza az Ady Endre utca nevet viseli, majd egy kisebb iránytörés után a Kossuth Lajos utca nevet veszi fel, így húzódik a belterület déli széléig, amit nagyjából 2,3 kilométer után ér el. 4,3 kilométer után átlépi Gyulaháza határát, 5,3 kilométer után pedig kiágazik belőle kelet felé a 4106-os út – ez vezet végig e község központján, majd onnan tovább Nyírmada érintésével egészen Jármiig.
6,5 kilométer után átlép Nyírkarász határai közé, a belterület északi szélét nagyjából 8,8 kilométer megtételét követően éri el. Települési neve előbb Kisvárdai út, majd Fő út, a déli falurészben pedig Kossuth út. Nagyjából 11,8 kilométer után hagyja maga mögött a község legdélebbi házait, majd szinte azonnal át is lép Petneháza területére; a belterület északi szélét 14,7 kilométer után éri el, s ott a Kossuth Lajos utca nevet veszi fel. A központ északi részén, a 15+250-es kilométerszelvénye táján kiágazik belőle északnyugati irányban a 41 105-ös számú mellékút, mely Laskodra vezet. 16,9 kilométer után lép ki a lakott területről, és kevéssel ezután el is hagyja Petneháza határait.
Nyírjákó területén folytatódik, e községet 18,1 kilométer után éri el, s ott Táncsics Mihály utca, majd – az itt született zeneszerző-karnagy emlékére – Diószegi Sándor utca, a déli falurészben pedig Dózsa György utca lesz a neve. Belterületi szakasza mintegy másfél kilométeren át húzódik, s ahogy elhagyja a falu utolsó házait, szinte azonnal a határai közül is kiér és átlép Baktalórántháza közigazgatási területére. A városban előbb a Jókai Mór utca nevet veszi fel, majd Kossuth Lajos utca néven folytatódik. 22,2 kilométer után beletorkollik északnyugatról, Székely-Ramocsaháza felől a 4104-es út, onnét egy darabig a Köztársaság tér, majd a Zöldfa utca nevet viseli. A központtól délnyugatra, külterületek közt ér véget, beletorkollva a 41-es főútba, annak a 27+200-as kilométerszelvénye közelében. Egyenes folytatása a 493-as főút, mely innen egészen Nyírbátorig vezet (pár évvel ezelőttig még ez a szakasz is a 4105-ös út része volt).
Teljes hossza, az országos közutak térképes nyilvántartását szolgáló kira.kozut.hu adatbázisa szerint 23,724 kilométer.

## Története
A Kartográfiai Vállalat 1990-ben kiadott Magyarország autóatlasza az Anarcs-Baktalórántháza közti szakaszát kiépített, de csak portalanított útként tüntette fel.
Korábban egészen Nyírbátorig tartott, de a Baktalórántháza-Nyírbátor közti szakaszát 2019-ben főúttá minősítették át. Úgy tűnik, hogy annak a szakasznak a burkolatminősége régebben is jobb volt: az említett 1990-es kiadású autóatlasz térképe teljes hosszában pormentes útként tünteti fel.

## Települések az út mentén
- Anarcs
- (Gyulaháza)
- Nyírkarász
- Petneháza
- Nyírjákó
- Baktalórántháza